# Зеехофер, Хорст
Хорст Ло́ренц Зе́ехофер (нем. Horst Lorenz Seehofer, род. 4 июля 1949, Ингольштадт) — немецкий государственный и политический деятель, министр внутренних дел Германии (2018—2021), премьер-министр Баварии (2008—2018), президент бундесрата (2011—2012).
Министр здравоохранения и социальной защиты в 1992—1998 годах в правительстве Гельмута Коля. Министр продовольствия, сельского хозяйства и защиты прав потребителя в 2005—2008 годах в правительстве Ангелы Меркель.
Председатель ХСС в 2008—2019. Возглавил партию после неудачных выборов в земельный парламент Баварии. Премьер-министр Баварии с 2008 года. Поскольку ХСС впервые за долгие годы не смогла сформировать однопартийное правительство, кабинет Зеехофера был образован благодаря коалиции с СвДП. После победы ХСС на выборах в ландтаг 2013 года Зеехофер возглавил однопартийное правительство Баварии.

## Личная жизнь и образование
Хорст Зеехофер, отец которого работал водителем грузовика и строителем, начальное образование получал в местной коммуне, выпускной экзамен о полном среднем образовании в 1967 году сдал в Мюнхене, в баварской школе администрации.

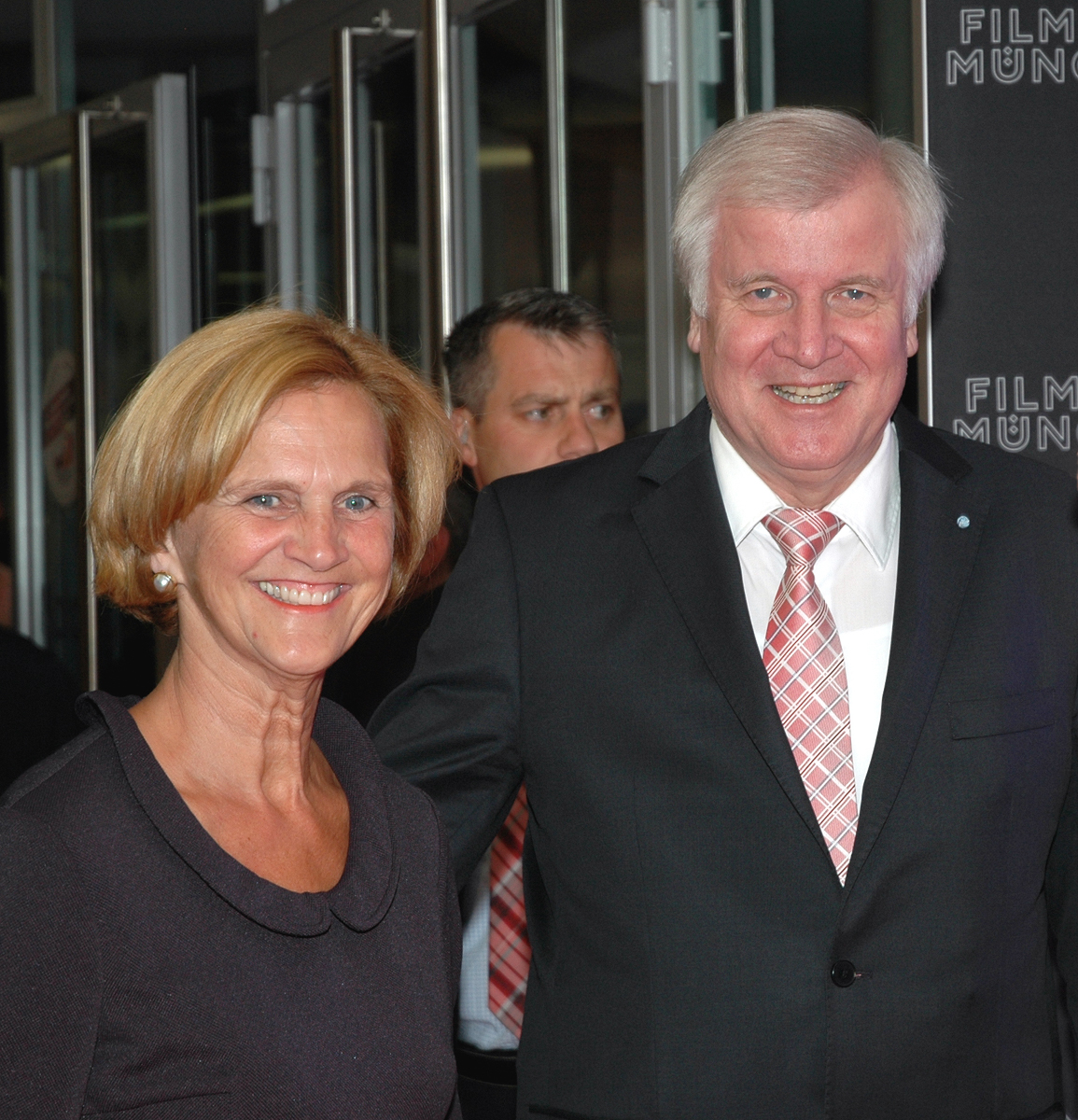
С супругой Карин, 2014 год

До 1980 года работал в учреждениях ландрата Ингольштадта и Айхштета. Наряду с этим, с 1974 по 1980 год он был исполнительным директором регионального союза Ингольштадта по вопросам планирования и спасения. В 1979 году заканчивает мюнхенскую академию экономики и администрации как специалист по экономике и организации производства.
12 июня 2008 года Хорст Зеехофер получил степень почётного доктора в Киевском аграрном университете.
Зеехофер женат вторым браком. У него трое детей от жены, Карин Зеехофер, а также дочь от внебрачной связи с сотрудницей бундестага Анетте Фрёлих — офис-менеджером депутата бундестага Лауренца Майера.
Живёт в Ингольштадте, в районе Герольфинг.

## Политическая карьера

### Партийная принадлежность
В двадцатилетнем возрасте вступил в «Молодёжный союз» (молодёжная организация, курируемая ХДС и ХСС), спустя два года, в 1971-м, стал членом партии Христианско-социальный союз. С 1994 и до октября 2008 года был заместителем председателя партии. Кроме того, являлся председателем Трудового союза ХСС (CSA).
В январе 2007 года, выставлял свою кандидатуру как на пост председателя ХСС, так и на должность премьер-министра Баварии. Считался наиболее вероятным преемником Эдмунда Штойбера в этой роли. Однако публикации в «Bild», проливавшие свет на его личную жизнь вызвали кратковременный, но громкий скандал с внебрачным ребёнком, что не позволило Зеехоферу составить достойную конкуренцию соперникам в предвыборной гонке, среди которых были — баварские министры экономики и внутренних дел Эрвин Хубер и Гюнтер Бекштайн, а также президент ландтага Алоис Глюк, ландрат из Фюрта Габриэла Паули и председатель ландтага Баварии — Йоахим Херрман. Основными претендентами на руководящие посты считались Бекштайн и Хубер. Поговаривали, что между ними была соответствующая договорённость.
На сентябрьском съезде партии Зеехофер набрал 39,1 % голосов делегатов, Хубер — 58,19 %, Паули — 2,5 %. По предложению Хубера Зеехофера вновь переизбрали заместителем председателя ХСС.
На земельных выборах 2008 года ХСС показала рекордно низкие показатели, впервые за несколько десятилетий не собрав больше 50 % голосов избирателей, и не сумев сформировать однопартийное правительство. Эрвин Хубер подал в отставку. И 25 октября 2008 года на внеочередном съезде партии Хорст Зеехофер был избран председателем ХСС. В его поддержку высказались 90,3 % делегатов.
18 июля 2009 года на очередном партийном собрании, состоявшемся в Нюрнберге, Зеехофер был переизбран на пост председателя ХСС при поддержке 88 процентов делегатов.

### Депутатская деятельность
Зеехофер депутат бундестага с 1980 года. С 1983 и до перехода на должность статс-секретаря в 1989 году работал как социально-политический представитель земельной ХСС-группы. С октября 1998 был вице-председателем парламентской фракции ХДС/ХСС. 24 ноября 2004 года, в связи с возникшими разногласиями, из-за того, что он отклонил предложение по медицинским взносам в системе обязательного медицинского страхования, Зеехофер сложил с себя полномочия вице-председателя парламентской группы, хотя вице-председателем ХСС всё-таки остался.
Всегда избирался по прямому мандату от избирательного округа Ингольштадт. На парламентских выборах 2005 года показал результат — 65,9 %, второй лучший результат по стране.
Несмотря на то, что Зеехофер премьер-министр Баварии, членом баварского парламента он не является. После вступления в бундесрат Зеехофер сдал свой депутатский мандат в бундестаге 5 ноября 2008 года.

### Государственные должности

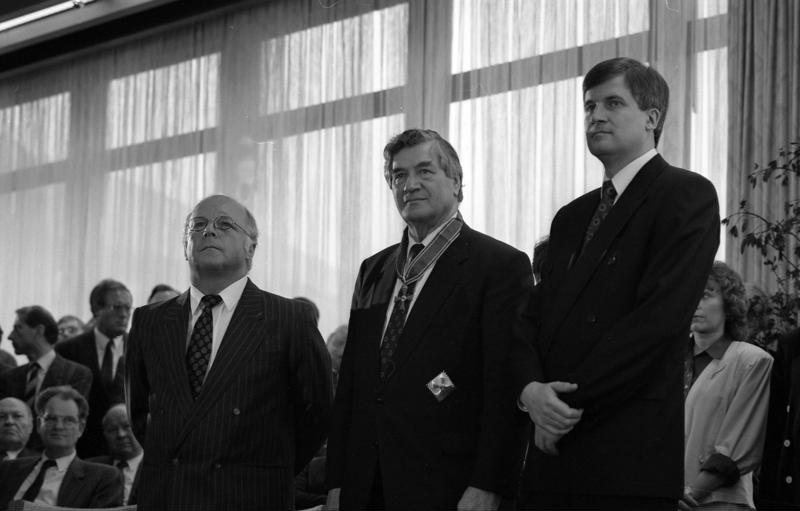
21 апреля 1989 года
Норберт Блюм и его статс-секретарь Хорст Зеехофер на награждении Штефана Хёпфингера (в центре) орденом «За заслуги перед ФРГ»

С 1989 по 1992 годы работал парламентским статс-секретарём у федерального министра труда и общественных дел — Норберта Блюма.
6 мая 1992 года он был приглашён в состав кабинета министров на пост министра здравоохранения. В 1993 году Зеехофер стал объектом критики из-за недостаточной информационной политики по проблеме распространения ВИЧ-инфекции через лекарственные средства, изготовленные на основе крови. Скандал послужил причиной роспуска федерального ведомства по вопросам народного здравоохранения Зеехофером в 1993/1994 годах. Его дальнейшие реформаторские инициативы были направлены на сокращение расходов на медицинское обслуживание и дефицита законного страхования на случай болезни. Соответствующий закон 1993 года принуждал медучреждения к жёсткому сберегательному курсу, что привело за один год к экономии 5,5 млрд евро.
После федеральных выборов 1998 года, и последующей смены правительства — 26 октября Зеехофер ушёл в отставку.
В январе 2002 года, он слёг в ингольштадтскую больницу, с тяжёлым миокардитом. Как выяснилось впоследствии, рабочая нагрузка не позволила своевременно обратиться за медицинской помощью.
В Большой коалиции, которая сформировалась после выборов 2005 года, Зеехоферу была отведена должность министра продовольствия, сельского хозяйства и защиты прав потребителей. И 22 ноября он вошёл в состав правительства Ангелы Меркель.
С этого поста он ушёл 27 октября 2008 года, после того как стал баварским премьер-министром.

### Баварский премьер-министр
После земельных выборов 2008 года, которые ХСС провалила, набрав 43,4 % голосов, в отставку ушли не только председатель партии Эрвин Хубер, но и премьер-министр Баварии Гюнтер Бекштайн. На пути к своему премьерству у Хорста Зеехофера достойных конкурентов не было. Он легко обошёл коллег по партии Георга Шмида, Томаса Гоппеля и Иоахима Херрмана. И 27 октября 2008 года местный ландтаг избрал его премьер-министром Свободного государства Бавария. Из 184 присутствующих депутатов за Зеехофера проголосовали 104, что было всего на четыре голоса меньше, чем количество членов правящей коалиции ХСС/СвДП.
27 сентября 2009 года прошли выборы в бундестаг. ХСС получила ещё меньше голосов, чем во время выборов в ландтаг в 2008 году — 42,6 процента, что немедленно вызвало бурю критики против руководства Зеехофера.

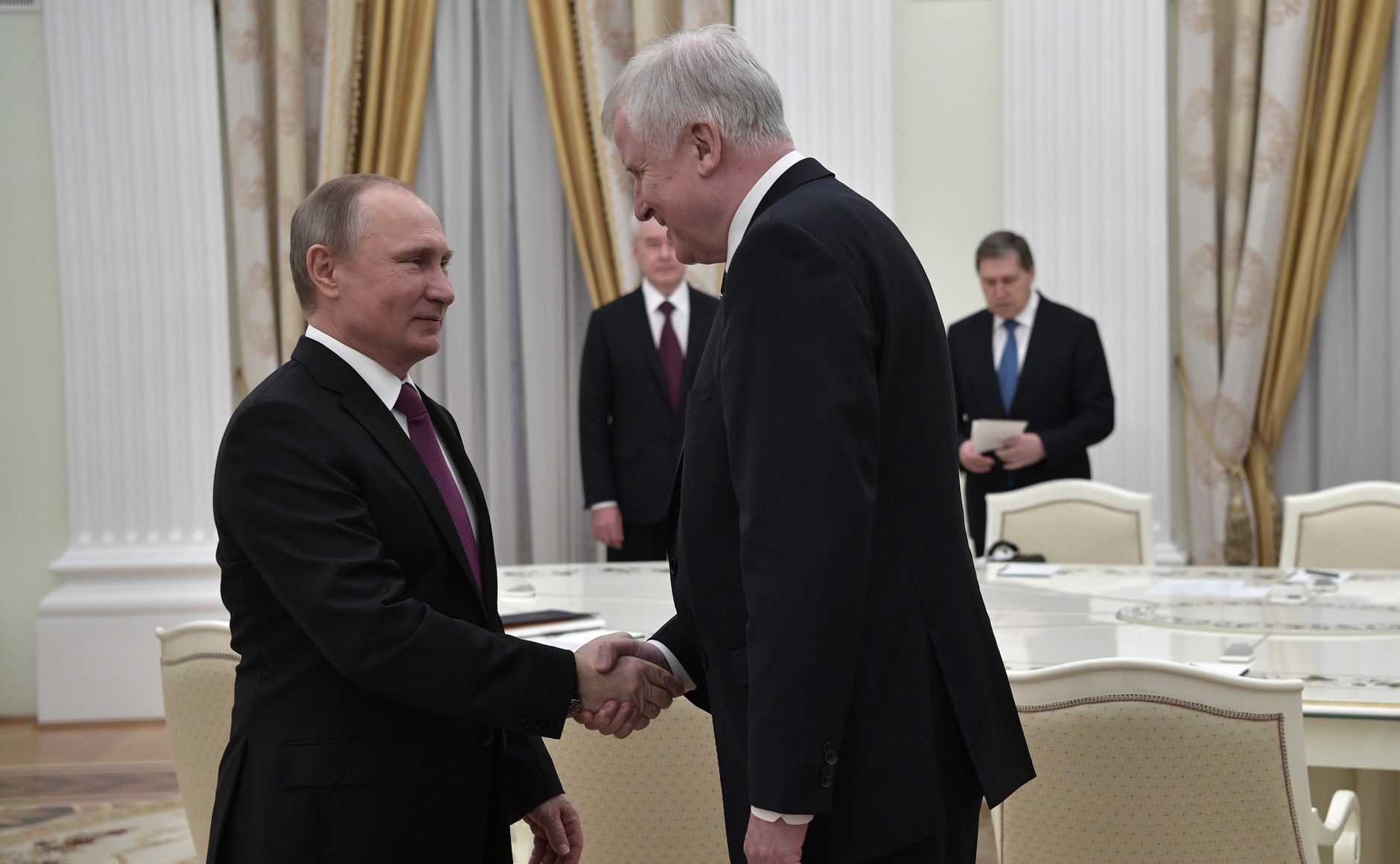
Хорст Зеехофер c российским президентом Владимиром Путиным. Москва, Кремль, 16 марта 2017

На выборах в ландтаг 2013 года ХСС набрал 47,7 %, получив 101 место из 180, и сформировал однопартийное правительство во главе с Зеехофером. На федеральных выборах, проходивших через неделю после земельных, удалось ещё улучшить результат — ХСС набрал 49,3 % в Баварии.

### Исполняющий обязанности президента Германии
В порядке ротации 1 ноября 2011 Хорст Зеехофер занял пост председателя бундесрата. В связи с досрочной отставкой федерального президента Германии Кристиана Вульфа 17 февраля 2012 временно принял на себя функции главы Германии.

### Общественная деятельность
В период с 23 апреля по 22 ноября 2005 года Хорст Зеехофер занимал пост председателя общественной организации «Sozialverband VdK» и смог привлечь в него 20 000 новых членов. Вынужден был оставить эту работу в связи с уходом на министерскую должность, поскольку закон о статусе федерального министра не допускает совмещения обязанностей.

### Политические позиции
В течение многих лет Хорст Зееховер рассматривается как наиболее важный социальный политик фракции ХДС/ХСС, способный противопоставить себя мнению партийного большинства, как например, в 2004 году, в случае с реформами обязательного медицинского страхования. А группу законов Харц I—IV отклонил, признав их неэффективными. Как активист «Sozialverband VdK» он ещё более отчётливо отклонялся от партийной линии в некоторых аспектах социальной политики. В прессе о нём часто отзываются, как о «социальной совести ХСС», или «политическом ваньке-встаньке».
В октябре 2010 года Зеехофер высказался за ограничение иммиграции из мусульманских стран.